# Стојан Богдановић
Стојан Богдановић (Велико Боњинце, општина Бабушница, 21. јун 1944) српски је писац и математичар .

## Биографија
Рођен је у Великом Боњинцу, недалеко од Бабушнице. Основну школу и гимназију завршио је у Књажевцу. Природно-математички факултет Универзитета у Београду је завршио 1968. године. У Паризу је специјализирао "Аксиомске теорије скупова" 1974/75. године. Магистарски рад "О једној класи семигрупа" одбранио је 1978. године на Природно-математичком факултету у Новом Саду где је 1980. године одбранио и докторску дисертацију "Прилог теорији регуларних полугрупа". 
Био је професор гимназије у Панчеву, асистент на ПМФ-у у Новом Саду од 1968. до 1977. године.
У Новом Саду је 1977. године изабран за асистента а 1981. године је изабран за доцента, а 1986. за ванредног професора 1986.године.
Године 1987. је прешао на Економски факултет Универзитета у Нишу где је 1989. године изабран за редовног професора.
Био је предавач на постдипломским, а касније на докторским студијама на Природно-математичком факултету у Нишу, Учитељском факултету у Врању и Економском факултету у Нишу.
Био је председник СО Књажевац. Био је декан Економског факултета у Нишу, 2000-2002.

## Стручни радови, предавања и конференције
Професор Стојан Богдановић је објавио 5 монографија и 9 универзитетских уџбеника и 160 научних радова. Неки од радова  објављени су у иностранству, у еминентним часописима у Холандији, Енглеској, Шкотској, Швајцарској, Италији, Шпанији, Португалији, Мађарској, Чешкој, Бугарској, Македонији, Хрватској, Израелу, САД, Канади, Јапану, Кини и Индији.
Учествовао је на 69 научних конференција у нашој земљи и иностранству, а на више конференција је био члан интернационалног програмског одбора. Такође је био и члан Међународног организационог комитета Светског конгреса за алгебру који је одржан 1997. у Хонг Конгу. Био је члан Организационог одбора IX конгреса математичара Југославије, 1995. године. Био је председник Програмског одбора Међународне конференције за алгебру, логику и дискретну математику у Нишу, 1995. Био је члан Програмског одбора VIII конференције "Алгебра и Логика" одржане 1998 године у Новом Саду. На конференцијама у земљи и иностранству одржао је преко 130 предавања.
Држао је предавања по позиву на универзитетима у Будимпешти, Пловдиву, Београду, Новом Саду, Скопљу, Кини и Хон Кнгу.

## Писац
Писац је од  1977. године : поезија, прича, есеја, афоризама… Песме су му превођене на енглески, француски, румунски, италијански, грчки и пољски језик. Уредник је у часопису „Исток”. Почасни је грађанин Књажевца. Добитник је награде „11. јануар”, највећег признања града Ниша.
Објавио је следеће књиге: 
- Биг Бен, песме (Београд, 1977),
- Одлазим а оста нејасно, песме (Крушевац — Књажевац, 1990),
- Зна се, песме (Ниш, 1991),
- Црна рупа, песме (Зајечар, 2003; Ниш, 2004),
- Господар, песме (Ниш, 2004),
- Човек песма, песме (Врање, 2007),
- Бдења и буђења, песме (коауторска, Сврљиг — Књажевац, 2010),
- Трунке, ктака проза, (Панчево, 2011/2012; Књажевац, 2011),
- О да (Књажевац — Београд, 2013),
- Криво дрво, поема, (Ниш, 2014),
- Криво дрво, песме (Књажевац, 2014),
- Сабране песме, (Књажевац, 2014),
- Обзнана, афоризми (Ниш, 2014),
- Ода Господу, песме (Ниш, 2014),
- Кратке, кратке приче, (Књажевац, 2015),
- "Зид", песме, (Београд-Ниш, 2015),
- "Изабране", кратке приче, (Ниш, 2015),
- "Записи", есеји, (Књажевац, 2016),
- "Жваке", кратке приче (Ниш, 2016),
- "Ође и намо", кратке приче, (Ниш, 2016),
- "Песник", спев, (Ниш, 2017),
- "Радујем се што нисам Бог", песме, (Ниш, 2017),
- "Бог је лудило", есеј, (Ниш, 2018), "Први пољубац", песме, (Ниш, 2018),
- "Ехо", есеји (Ниш, 2019).[4]
- "Робија" (Ниш 2020.)
- "Магла" (Ниш 2021.г.)